# Влашка пещера
Влашката пещера или Пещерата на скелетите (на гръцки: Σπήλαιο Βλάχου, Τρύπα του Βλάχου, Σπηλιά των σκελετών, Τρύπα του Κωστάκη) е пещера в планината Горуша (Войо) край населишкото село Зони (Занско), Гърция, дем Горуша, област Централна Македония.

## Описание
Пещерата се намира в югозападната част на Големо Одре (Мегала Ондрия), на надморска височина от 1540 m, приблизително на 1,30 часа от село Зони (1050 m) в една долина. Пещерата е хоризонтален коридор с дължина 95 m, ширина 6 m, височина 7 m и вертикален вход 3 m. Оформена е в рифови варовици от Бурдигала. В пещерата има слаба пещерна украса.